# チンタラ神ちゃん
- 藤子不二雄 > 連載 > チンタラ神ちゃん

『チンタラ神ちゃん』（ちんたらかみちゃん）は藤子不二雄（藤本弘と安孫子素雄）の合作による日本の漫画作品。『少年ブック』（集英社）にて、1967年1月号から12月号まで連載された。チンタラ教の教祖の神ちゃんが、様々な手法で信者を増やそうとするドタバタギャグストーリー。

## 登場人物
※人物名の後ろのアルファベットは「A：安孫子素雄」「F：藤本弘」が作画を担当していることを表す。

### 神ちゃんとその仲間
神ちゃん（F）
本編の主人公であり、チンタラ教の教祖。
杖で風や雨を降らせることができる等、様々な術を使える（ただし5ｍ四方しか効かない）。
ビンボー神（F）
神ちゃんの友達。
持っているうちわで扇ぐと対象物が中古品になる。
福の神（A）
神ちゃんの友達。
持っている木槌を振れば対象物が新品になる。
造形は安孫子の漫画『笑ゥせぇるすまん』（読切作の『黒イせぇるすまん』は翌1968年に発表）に登場する喪黒福造を彷彿とさせる。

### ジロー一家
ジロー（A）
町の小学生。山にある洞窟を誰にも知らない秘密基地にしているが、事情により神ちゃんたちに半分譲ることになった。チンタラ教の信者第1号にされている。
ジローのママ（F）
神ちゃんたちと時々出会う事があるが、変な友達だと思っている。
ジローのパパ（A）
ママと比べると出番は少ない。ビンボー神が神ちゃんの杖によって子供になった事もある。

### 町の人たち
ダンプ（A）
町に住むガキ大将。
番野長太（A）
町の中学校「棒緑中学」の不良中学生にして、「番長グループ」のリーダー格。神ちゃんを脅迫しようとするが、神ちゃんの杖で懲らしめられ、以後は神ちゃんの信者となる。

## 単行本
1976年に「パワァコミックス」（双葉社）より単行本化されたが廃版、2012年6月25日に「藤子・F・不二雄大全集」（小学館）より再び単行本化された。なお1967年9月号に掲載された「神ちゃんハイキングへ行く」が初めて単行本に収録された。
「パワァ」版は、掲載順が次の様にバラバラで掲載されている。
| 番 | サブタイトル             | 掲載号 （1967年） |
| -- | ------------------------ | ----------------- |
| 1  | チンタラ神ちゃん登場の巻 | 1月号             |
| 2  | チンタラ教に入ろうヨの巻 | 2月号             |
| 3  | 神さま赤んぼうになるの巻 | 11月号            |
| 4  | 神ちゃんの大好物は…の巻  | 4月号             |
| 5  | チンタラ怪獣の巻         | 6月号             |
| 6  | クルパー教               | 10月号別冊付録    |
| 7  | チンタラマスで祝おうの巻 | 12月号別冊付録    |
| 8  | 神ちゃんパン屋になるの巻 | 7月号             |
| 9  | チンタラコマーシャルの巻 | 5月号             |
| 10 | チンタラアルバイトの巻   | 3月号             |
| 11 | 南の島で海水浴しようの巻 | 8月号             |

これに対し「大全集」版では、「神ちゃんハイキングに行く」も含めて初掲載順に掲載されている。またサブタイトルの「の巻」は全て省かれた。
なお「クルパー教」では、落雷で発狂状態になった神ちゃんが「クルパー教」を開いたり、また「南の島で海水浴しよう」では人食い人種が登場する場面があるが、「大全集」ではそのまま掲載されている。